# Ендоспори

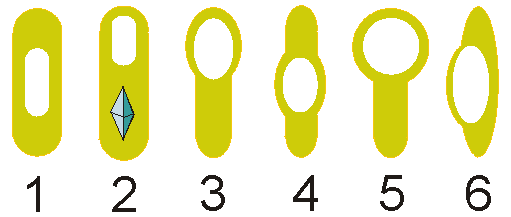
Варіації морфології ендоспор. (1, 4) Центральна, (2, 3, 5) термінальна, (6) бічна.

Ендоспо́ри — неактивні, жорсткі, невідтвірні структури, що формуються деякими видами бактерій відділу Firmicutes. Первинна функція ендоспор — гарантувати виживання бактерії протягом періодів несприятливих екологічних умов. Тому вони стійкі до ультрафіолетової радіації і гамма-випромінювання, висушування, літичних ферментів, нагрівання, голоду, детергентів і дезинфікуючих засобів. Ендоспори зазвичай знаходяться в ґрунті і воді, де вони можуть виживати протягом довгих періодів часу. Деякі бактерії виробляють екзоспори або цисти замість ендоспор.